# Marguerite de Comminges
Marguerite de Comminges, född 1366, död 1443, var regerande grevinna av grevedömet Comminges mellan 1375 och 1443. 